# Старик (озеро, Петриковский район)
Старик — озеро в Петриковском районе Гомельской области Беларуси, приблизительно в 11,5 км на северо-восток от города Петриков, возле деревень Конковичи и Мицуры. 
Озеро старичного типа и относится к бассейну реки Припять. На северо-западе в озеро впадает река Бобрик. На северо-востоке оно мелиоративным каналом соединено с системой мелиоративных каналов и с магистральным каналом Лукич. На юге широкой протокой соединено с рекой Припять. Местность равнинная, болотистая, на севере и западе грядистая, местами поросшая кустарником.
Площадь озера 0,4 км², длина 3,32 км, наибольшая ширина 0,15 км, длина береговой линии 6,72 км.